# ベルタ・ディ・サヴォイア
ベルタ・ディ・サヴォイアまたはベルタ・フォン・ザヴォイエン (イタリア語: Berta di Savoia ドイツ語: Bertha von Savoyen　1051年9月21日 – 1087年12月27日)は、ザーリアー朝のドイツ王・神聖ローマ皇帝ハインリヒ4世の最初の皇后。ベルタ・ダ・トリノ (イタリア語: Berta da Torino)とも呼ばれる。

## 生涯
1051年、サヴォイア伯オットーネ1世 (c. 1023年 – c. 1057/1060年)と、アルドゥイーノ家の最後の継承者アデライデ・ディ・トリノ  (c. 1014/1020年 – 1091年)の間の娘として生まれた。サヴォイア伯ピエトロ1世 (1078年没)、アメデーオ2世 (1080年没)、シュヴァーベン大公・ドイツ対立王ルドルフ・フォン・ラインフェルデンの妃アデライデ (1079年没)らは兄弟にあたる。

### 結婚
1055年12月25日、4歳のベルタは神聖ローマ皇帝ハインリヒ3世の息子ハインリヒ（当時5歳、1056年にハインリヒ4世として即位）とチューリッヒで婚約した。これ以降、彼女はドイツで養育された。15歳になった1066年6月にヴュルツブルクで王妃として戴冠し、7月13日にトレーブールの宮殿でハインリヒ4世と結婚した。
2人は幼馴染で、ベルタは若くかわいらしい女性に育ったにもかかわらず、ザクセンの年代記者ブルン・フォン・メルゼブルク（彼は反ハインリヒ4世派であった）によると、ハインリヒ4世は止むことなく不貞をはたらいた。「彼は妻以外にも同時に2人か3人の妾を持ち、なお満足しなかった。誰かが若くかわいらしい娘か妻を持っていると聞けば、彼はその女性を自分に差し出すよう強制したのである。...彼の美しく高貴な妻ベルタは...このようにして彼に嫌われていた。結婚した後、彼は必要な時以外は彼女を見ることすらしなかった。というのも、彼は自由意志によらない結婚に納得していなかったからである。」。

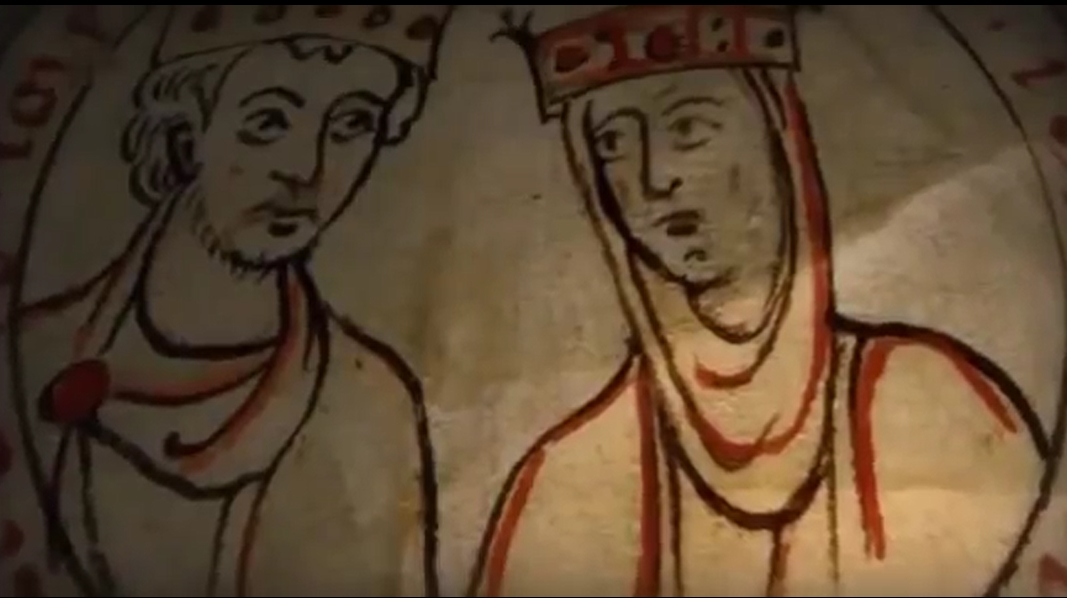
ベルタ（右）とハインリヒ4世

### 離婚計画
夫のために不名誉を被り続けても、ベルタはハインリヒ4世に対して貞節を尽くし続けていた。しかし1069年、ハインリヒ4世はベルタを離縁しようと試みた。ヴォルムスで開かれた帝国議会で、彼は「妻との関係がよろしくないことを『公の場で』（諸侯の前で）説明した。彼は長いこと他者を欺き続けてきたが、もうこれ以上そうしたくない、というのである。彼は離婚を正当化できるような何の告発も彼女に対して行えなかったが、彼女との婚姻を維持し続けることに耐えられなかった。彼は彼ら（諸侯）に、神のために彼から婚姻関係を取り除くよう求めた。より幸福な結婚を望んで。異論を唱える者はなく、彼の妻が第二の結婚式の妨げになるというので、彼は『彼女に手を付けておらず、それゆえ彼女の処女は保たれている』ということを誓ったのである。」。
しかしドイツの聖職者たちはハインリヒ4世の要求に屈するつもりはなく、ヴォルムスの会議では結論が出なかった。彼らは教皇アレクサンデル2世と連絡を取り、同年のうちにフランクフルトで教会会議が招集された。この間、ベルタはロルシュ修道院に籠っていた。議長を務めた教皇使節ペトルス・ダミアニは、カノン法を根拠としてハインリヒ4世とベルタの離婚に反対した。一方で諸侯の多くは、ベルタの母アデライデの反応に関心を寄せていた。最終的に、ハインリヒ4世は不承不承ながらベルタと和解した。翌1070年に長女が誕生した。1074年2月12日、ハインリヒ4世がザクセン戦争を戦っていたころ、ベルタはヘルスフェルト修道院で長男コンラートを出産し,、3日後に同修道院で洗礼を受けさせた。ザクセンの反乱を鎮圧したハインリヒ4世は、1075年のクリスマスにゴスラーで帝国議会を招集し、コンラートを自分の後継者とすることを諸侯に誓わせた。

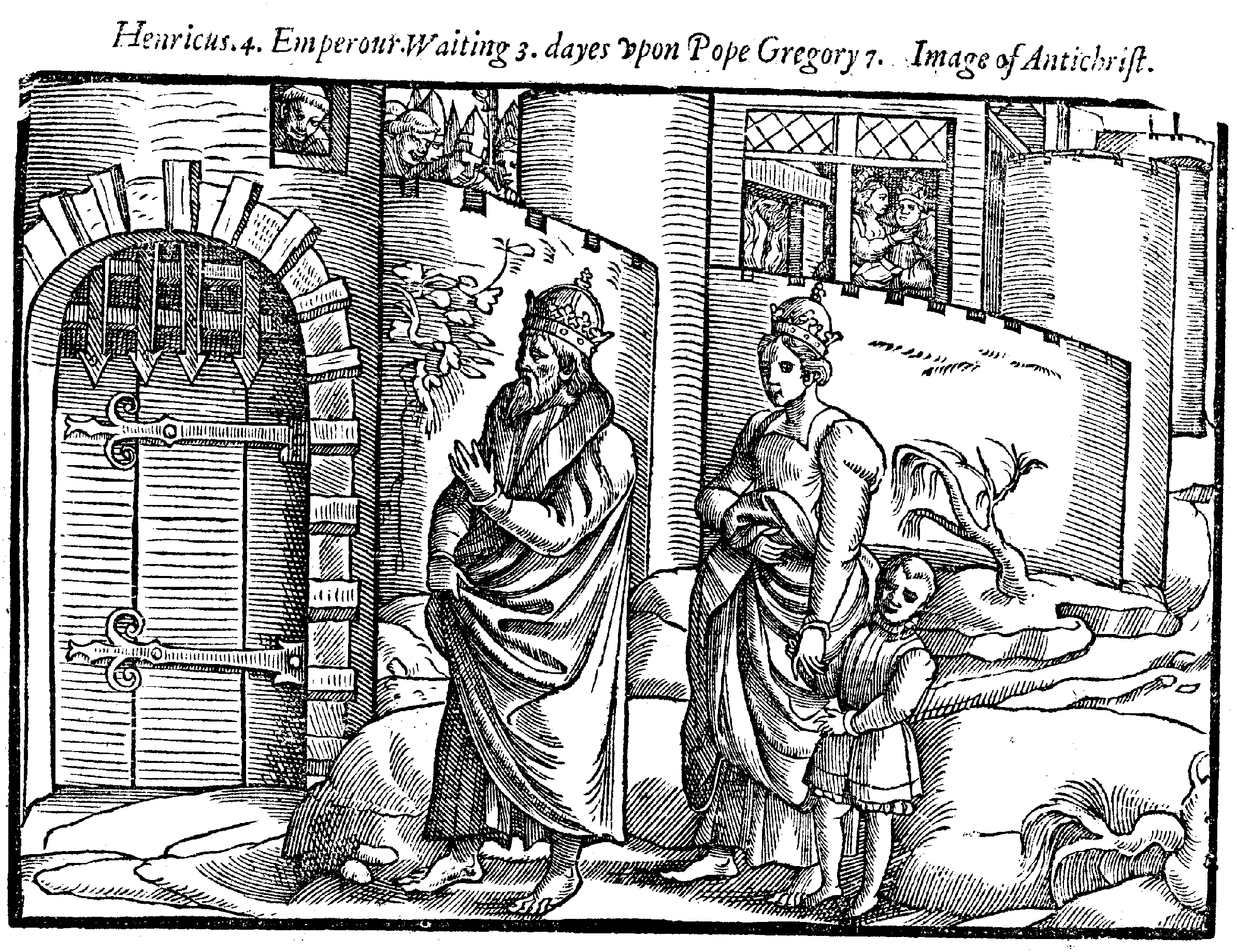
カノッサの城門前で待つハインリヒ4世とベルタ、そして彼らの子 Foxe's Book of Martyrs (1563年)

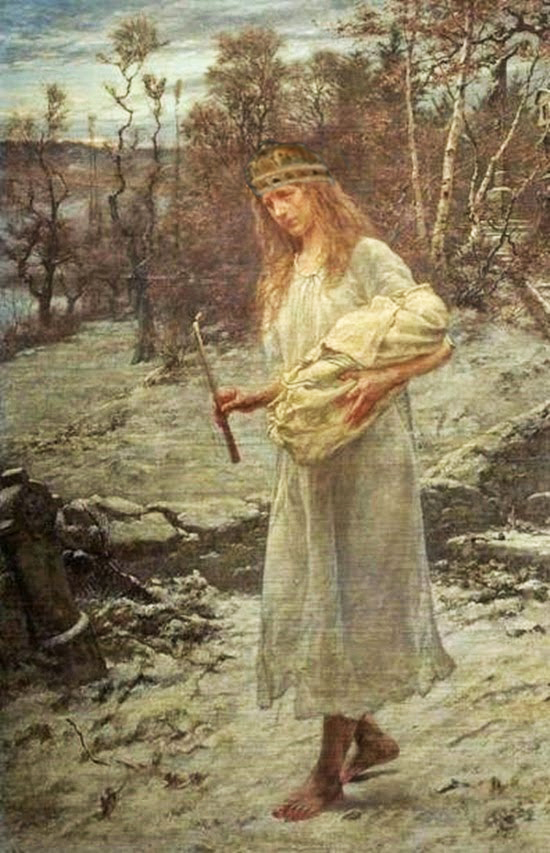
懺悔するベルタ

その後、ハインリヒ4世は教皇グレゴリウス7世との間で叙任権闘争を繰り広げた。その中で1076年の四旬節にローマで教会会議が開かれ、ハインリヒ4世は破門された。10月、ドイツの諸侯がトレブルに集まり、破門が解かれない限りハインリヒ4世をドイツ王として認めない、と宣言した。そのため、ハインリヒ4世は冬のアルプスを越えてイタリアに入り、教皇への接触を試みた。
この危険な旅に、ベルタとコンラートも同行した。南ドイツ諸侯が対立王ルドルフ・フォン・ラインフェルデン（ベルタの妹の夫）を支持して道を封鎖したので、ハインリヒ4世はベルタの母アデライデに支援を求めた。アデライデは彼を援けるのと引き換えに、莫大な金を引き出すことに成功した。これ以降、アデライデもハインリヒ4世とベルタの危険なカノッサへの道に同行した。1077年1月25日から3日間、ハインリヒ4世とベルタは寒い城門の前で裸足で立ち続け、懺悔してグレゴリウス7世の赦しを乞うたとされる（カノッサの屈辱）。アデライデも、ハインリヒ4世への破門の取り消しを求めて名を連ねた一人だった。
破門取り消しを勝ち取った後、ハインリヒ4世は一転して攻勢に出た。そしてローマを包囲・占領し、1084年3月31日、ハインリヒ4世とベルタは対立教皇クレメンス3世の手で神聖ローマ皇帝・皇后として戴冠した。

### 死去
1087年12月27日、ベルタはマインツで死去した。36歳だった。彼女はシュパイアー大聖堂の地下のザーリアー家の礼拝堂に埋葬された。1089年、ハインリヒ4世はキエフ大公フセヴォロド1世の娘アーデルハイトと再婚したが、1095年に破局を迎えた。

## 子女
ベルタはハインリヒ4世との間に5人の子をもうけた。うち2人は夭折した。
- アーデルハイト（1070年 - 1079年6月4日以前）[14]
- ハインリヒ（1071年8月1/2日 - 1071年8月2日）
- アグネス（1072年夏/1073年前半 - 1143年9月24日） - シュヴァーベン大公フリードリヒ1世と結婚。死別後はバーベンベルク家のオーストリア辺境伯レオポルト3世と再婚。
- コンラート (1074年2月12日 - 1101年7月27日） - ローマ（ドイツ王）、イタリア王
- ハインリヒ5世 (1081/86年8月11日 - 1125年5月23日） - 神聖ローマ皇帝